# Kanton Rennes-Sud-Ouest

Kantons van Rennes

Rennes-Sud-Ouest is een voormalig kanton van het Franse departement Ille-et-Vilaine. Het kanton maakte deel uit van het arrondissement Rennes. Het werd opgeheven bij decreet van 18 februari 2014 met uitwerking op 22 maart 2015.

## Gemeenten
Het kanton Rennes-Sud-Ouest omvat de volgende gemeenten:
- Rennes (deels, hoofdplaats) wijken: Arsenal/Redon en Cleunay
- Saint-Jacques-de-la-Lande
- Vezin-le-Coquet